# Freeze Frame
Pour plus de détails, voir Fiche technique et Distribution.
Freeze Frame est un film d'animation de court métrage belge réalisé par Soetkin Verstegen et sorti en 2020.

## Fiche technique
- Titre original : Freeze Frame
- Réalisation : Soetkin Verstegen
- Scénario : Soetkin Verstegen
- Décors :
- Costumes :
- Animation : Soetkin Verstegen
- Photographie :
- Montage :
- Musique : Andrea Martignoni et Michal Krajczok
- Producteur : Soetkin Vergesten
- Sociétés de production : Akademie Schloos Solitude
- Société de distribution : Light Cone
- Pays d'origine :  Belgique
- Langue originale : français
- Format :
- Genre : Animation
- Durée : 5 minutes
- Dates de sortie :
  - France : 15 juin 2020 (Annecy 2020)

## Distinctions
- 2020 : Mention du jury pour un court métrage du festival international du film d'animation d'Annecy ex æquo avec Genius Loci d'Adrien Merigeau.